# Dangerous-The Short Films

Dangerous-The Short Films est une compilation vidéo sortie en VHS en 1993, puis éditée en DVD en 2000, qui regroupe tous les vidéoclips extraits de l'album Dangerous de Michael Jackson. Les clips sont également entrecoupés d'autres séquences vidéos et de making-of. Le DVD a également été commercialisé en coffret avec l'album Dangerous en 2008.

## Contenu
1. Program Start - 0:37
2. Brace Yourself (kaléidoscope de la carrière de Michael Jackson sur la musique de O Fortuna) - 3:17
3. Reaction to Black or White - 3:15
4. Black or White (version longue originale avec les graffiti) - 11:08
5. Black or White: Behind the Scenes - 3:41
6. Grammy Legend Award 1993 - 11:56
7. Super Bowl 1993 Spectacular (performance de Heal the World lors du Super Bowl XXVII) - 5:04
8. Remember the Time: Behind the Scenes - 2:35
9. Remember the Time - 9:13
10. Will You Be There - 5:57
11. In the Closet: Behind the Scenes - 2:55
12. In the Closet - 6:05
13. Gone Too Soon (images d'archives de Ryan White) - 3:59
14. NAACP Image Awards - 6:12
15. Jam: Behind the Scenes - 3:18
16. Jam - 8:02
17. Heal the World (séquence expliquant le but de l'association) - 7:34
18. Give in to Me - 5:31
19. I'll Be There (publicité Pepsi modifiée car les références à la marque de la publicité originale ont été remplacées par des images d'archives des Jackson 5) - 1:23
20. Who Is It - 6:38
21. Dangerous (images montrant la préparation matérielle du Dangerous World Tour sur la musique de Dangerous) - 4:28
22. Closing Credits (sur la musique de Why You Wanna Trip On Me)

- Durée totale : 1H52

## Ventes
| Pays        | Certifications | Ventes  |
| ----------- | -------------- | ------- |
| Allemagne   | Platine        | 50 000  |
| Australie   | 2× Platine     | 30 000  |
| Espagne     | Or             | 10 000  |
| États-Unis  | 3× Platine     | 300 000 |
| Mexique     | 3× Platine     | 100 000 |
| Royaume-Uni | Platine        | 50 000  |